# 暗利

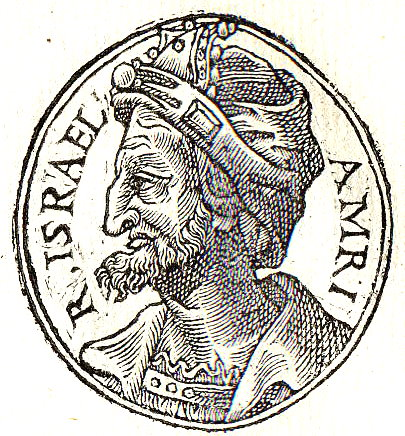
暗利

暗利（希伯來語：עָמְרִי，？—前874年），天主教典籍譯為敖默黎，是古代中東國家北以色列王國的第六任君主。

## 登年早期
暗利在位的年期，目前歷史上有兩種講法：
1. 費毅榮（英语：Edwin R. Thiele）認為是從前884年到前873年；
2. 威廉·奧爾布賴特（英语：William F. Albright）認為是從前876年到前869年。

## 聖經相關章節
- 《列王紀上》第16章21-28節